# Коннектикут Сан
«Конне́ктикут Сан» (англ. Connecticut Sun) — американская профессиональная женская баскетбольная команда, которая выступает в Восточной конференции женской национальной баскетбольной ассоциации (ЖНБА). Команда базируется в городе Анкасвилл (штат Коннектикут), свои домашние матчи проводит на «Мохеган-сан-арене». Клуб был основан в 1999 году и базировался в городе Орландо (штат Флорида) под названием «Орландо Миракл», однако в январе 2003 года был вынужден переехать в Анкасвилл и сменить не только название, но и франшизу на «Коннектикут Сан». Клуб четыре раза играл в финале турнира (2004, 2005, 2019 и 2022), однако во всех четырёх проиграл.
За время существования клуба в нём выступали такие известные баскетболистки, как Дебби Блэк, Деванна Боннер, Челси Грей, Джонквел Джонс, Эйша Джонс, Шеннон Джонсон, Кэти Дуглас, Марго Дыдек, Ребекка Лобо, Тадж Макуильямс, Алисса Томас, Кара Лоусон, Чини Огвумике, Никеша Сейлз, Жасмин Томас, Демайя Уокер, Линдсей Уэйлен, Эрин Филлипс, Келси Гриффин, Рене Монтгомери и Тина Чарльз.

## История команды
Клуб был основан в 1999 году в Орландо (штат Флорида) под патронажем команды НБА «Орландо Мэджик». Когда в конце 2002 года НБА передала права на организацию чемпионата ЖНБА, интерес к содержанию команды резко упал, владелец «Мэджик» Ричард Девос решил прекратить субсидирование «Орландо Миракл», тогда её выкупила фирма «Мохеган Сан», которая перевезла клуб из Орландо в Анкасвилл (штат Коннектикут), где тот стал называться «Коннектикут Сан». «Сан» стал первым клубом ЖНБА, который был расположен на рынке, не входящем в НБА, или управлялся группой владельцев, не входящей в НБА. В этом же году обанкротилась ещё одна команда из Флориды — «Майами Сол», франшиза и логотип которой были очень похожи на «Коннектикут Сан».
За время выступления под названием «Орландо Миракл» клуб особых лавров не снискал, из 4 лет только в одном сезоне он осуществил выход в стадию плей-офф. Основавшись на новом месте, «Коннектикут Сан» под руководством Майк Тибо сразу становится постоянным участником плей-офф, уже в дебютном сезоне добравшись до финала Восточной конференции. Следующие три сезона стали лучшими для «Сан» под руководством Тибо: три года подряд клуб становится лучшим в конференции, в сезонах 2005 и 2006 годов он выигрывает регулярный чемпионат лиги с одинаковым результатом 26-8, а в сезонах 2004 и 2005 годов становится чемпионом в своей конференции и выходит в финал турнира, однако оба раза терпит фиаско, уступив командам «Сиэтл Шторм» и «Сакраменто Монархс» соответственно. Этот успех стал возможен, благодаря отличному подбору игроков клуба, в котором тогда выступали Никеша Сейлз, Кэти Дуглас, Тадж Макуильямс, Линдсей Уэйлен, Эйша Джонс и Марго Дыдек.
После проигрыша в следующем сезоне в первом раунде плей-офф менеджмент клуба решил устроить кардинальную чистку команды, в результате чего от звёздного состава в ней остались только Уэйлен и Джонс, а из новых приобретений можно было отметить только Сандрин Груду, Эрин Филлипс и Тамику Уитмор. Хотя в сезоне 2008 года «Коннектикут» в шестой раз подряд вышел в плей-офф, перестройка затянулась на долгих три сезона. Не сказать, что «Сан» стали играть очень плохо, они держались на отметке 50% побед за год, однако следующие два плей-офф прошли без их участия. Лишь с приходом в команду Тины Чарльз, Рене Монтгомери и Кары Лоусон «Коннектикуту» вновь пришла былая уверенность. В сезоне 2012 года Чарльз была признана самым ценным игроком турнира, а клуб в четвёртый раз выиграл регулярный чемпионат своей конференции, однако «Сан» со счётом 1:2 в серии уступили в финале Востока будущему победителю, команде «Индиана Фивер». После этого руководство клуба перестало верить в Майка Тибо и уволило его со своего поста, а на его место пригласили Энн Донован. При Донован команда превратилась в одного из главных аутсайдеров лиги, потеряв всех своих лидеров, а в турнирной таблице Востока «Сан» все три года занимали последнее шестое место.
Перед началом сезона 2016 года менеджмент клуба пригласил на пост главного тренера Курта Миллера, при котором прошла ещё одна перестройка команды. Уже со следующего сезона «Коннектикут» вернулся в плей-офф, где в первом раунде уступил команде «Финикс Меркури» со счётом 83:88. При Курте Миллере в полной мере раскрыли свой потенциал пришедшие ещё при Донован Алисса Томас, Жасмин Томас и Шекинна Стриклен, а также заиграли выбранные на драфте Джонквел Джонс и Кортни Уильямс. В сезона 2019 года эта стартовая пятёрка игроков произвела настоящий фурор, они помогли «Сан» стать вторыми в регулярном первенстве и дойти до финала ВНБА, где уступили кстати команде своего бывшего главного тренера Майка Тибо «Вашингтон Мистикс» в решающем матче серии до трёх побед, провалив последнюю четверть. Из-за пандемии COVID-19 следующий сезон решила пропустить лидер команды Джонквел Джонс, поэтому «Коннектикут» весьма посредственно провёл регулярный чемпионат, выйдя в турнир навылет лишь с седьмого места, но зато заиграл в плей-офф. «Сан» легко прошли первые два раунда, крупно обыграв «Чикаго Скай» и «Лос-Анджелес Спаркс», а в полуфинале в тяжелейшей борьбе проиграли лидеру регулярки, клубу «Лас-Вегас Эйсес», в решающей встрече серии до трёх побед со счётом 63:66, хотя уверенно вели по ходу второй четверти с преимуществом в 16 очков (35:19). Измотанные в полуфинале с «Сан» «Эйсес» откровенно провалили финал, уступив клубу «Сиэтл Шторм» со счётом 0-3 в серии с худшей в истории турнира разницей очков -59.

## Участия в финалах ЖНБА
Команда «Коннектикут Сан» принимала участие в трёх финальных сериях ЖНБА, проиграв во всех из них.
| Сезон | Соперник           | Результат | Счёт                | Место проведения                        |
| ----- | ------------------ | --------- | ------------------- | --------------------------------------- |
| 2004  | Сиэтл Шторм        | Поражение | 60:74 (1:2 в серии) | Ки-арена, Сиэтл                         |
| 2005  | Сакраменто Монархс | Поражение | 59:62 (1:3 в серии) | АРКО-арена, Сакраменто                  |
| 2019  | Вашингтон Мистикс  | Поражение | 78:89 (2:3 в серии) | Энтертейнмент & Спортс-арена, Вашингтон |
| 2022  | Лас-Вегас Эйсес    | Поражение | 71:78 (1:3 в серии) | Мохеган-сан-арена, Анкасвилл            |

## Протокол сезонов ЖНБА
| Сезон           | Конференция     | Место           | Регулярный чемпионат | Регулярный чемпионат | Регулярный чемпионат | Плей-офф | Тренер                                    | Ссылки                                    |
| Сезон           | Конференция     | Место           | Победы               | Поражения            | Процент              | Плей-офф | Тренер                                    | Ссылки                                    |
| Коннектикут Сан | Коннектикут Сан | Коннектикут Сан | Коннектикут Сан      | Коннектикут Сан      | Коннектикут Сан      | Коннектикут Сан | Коннектикут Сан                           | Коннектикут Сан                           |
| --------------- | --------------- | --------------- | -------------------- | -------------------- | -------------------- | --- | ----------------------------------------- | ----------------------------------------- |
| 2003            | Восточная       | 3-е             | 18                   | 16                   | 52,9                 | Выиграла в полуфинале конференции у «Стинг» со счётом 2:0 Проиграла в финале конференции «Шок» со счётом 0:2                                                 | Майк Тибо                                 | [ 7 ]                                     |
| 2004            | Восточная       | 1-е             | 18                   | 16                   | 52,9                 | Выиграла в полуфинале конференции у «Мистикс» со счётом 2:1 Выиграла в финале конференции у «Либерти» со счётом 2:0 Проиграла в финале «Шторм» со счётом 1:2 | Майк Тибо                                 | [ 8 ]                                     |
| 2005            | Восточная       | 1-е             | 26                   | 8                    | 76,5                 | Выиграла в полуфинале конференции у «Шок» со счётом 2:0 Выиграла в финале конференции у «Фивер» со счётом 2:0 Проиграла в финале «Монархс» со счётом 1:3     | Майк Тибо                                 | [ 9 ]                                     |
| 2006            | Восточная       | 1-е             | 26                   | 8                    | 76,5                 | Выиграла в полуфинале конференции у «Мистикс» со счётом 2:0 Проиграла в финале конференции «Шок» со счётом 1:2                                               | Майк Тибо                                 | [ 10 ]                                    |
| 2007            | Восточная       | 3-е             | 18                   | 16                   | 52,9                 | Проиграла в полуфинале конференции «Фивер» со счётом 1:2 | Майк Тибо                                 | [ 11 ]                                    |
| 2008            | Восточная       | 2-е             | 21                   | 13                   | 61,8                 | Проиграла в полуфинале конференции «Либерти» со счётом 1:2                                                                                                   | Майк Тибо                                 | [ 12 ]                                    |
| 2009            | Восточная       | 6-е             | 16                   | 18                   | 47,1                 | Не квалифицировалась в плей-офф | Майк Тибо                                 | [ 13 ]                                    |
| 2010            | Восточная       | 5-е             | 17                   | 17                   | 50,0                 | Не квалифицировалась в плей-офф | Майк Тибо                                 | [ 14 ]                                    |
| 2011            | Восточная       | 2-е             | 21                   | 13                   | 61,8                 | Проиграла в полуфинале конференции «Дрим» со счётом 0:2 | Майк Тибо                                 | [ 15 ]                                    |
| 2012            | Восточная       | 1-е             | 25                   | 9                    | 73,5                 | Выиграла в полуфинале конференции у «Либерти» со счётом 2:0 Проиграла в финале конференции «Фивер» со счётом 1:2                                             | Майк Тибо                                 | [ 16 ]                                    |
| 2013            | Восточная       | 6-е             | 10                   | 24                   | 29,4                 | Не квалифицировалась в плей-офф | Энн Донован                               | [ 17 ]                                    |
| 2014            | Восточная       | 6-е             | 13                   | 21                   | 38,2                 | Не квалифицировалась в плей-офф | Энн Донован                               | [ 18 ]                                    |
| 2015            | Восточная       | 6-е             | 15                   | 19                   | 44,1                 | Не квалифицировалась в плей-офф | Энн Донован                               | [ 19 ]                                    |
| 2016            | Восточная       | 5-е             | 14                   | 20                   | 41,2                 | Не квалифицировалась в плей-офф | Курт Миллер                               | [ 20 ]                                    |
| 2017            | Восточная       | 2-е             | 21                   | 13                   | 61,8                 | Проиграла во втором раунде «Меркури» со счётом 83:88 | Курт Миллер                               | [ 21 ]                                    |
| 2018            | Восточная       | 3-е             | 21                   | 13                   | 61,8                 | Проиграла во втором раунде «Меркури» со счётом 86:96 | Курт Миллер                               | [ 22 ]                                    |
| 2019            | Восточная       | 2-е             | 23                   | 11                   | 67,6                 | Выиграла в полуфинале у «Спаркс» со счётом 3:0 Проиграла в финале «Мистикс» со счётом 2:3                                                                    | Курт Миллер                               | [ 23 ]                                    |
| 2020            | Восточная       | 2-е             | 10                   | 12                   | 45,5                 | Выиграла в первом раунде у «Скай» со счётом 94:81 Выиграла во втором раунде у «Спаркс» со счётом 73:59 Проиграла в полуфинале «Эйсес» со счётом 2:3          | Курт Миллер                               | [ 24 ]                                    |
| 2021            | Восточная       | 1-е             | 26                   | 6                    | 81,3                 | Проиграла в полуфинале «Скай» со счётом 1:3 | Курт Миллер                               | [ 25 ]                                    |
| 2022            | Восточная       | 2-е             | 25                   | 11                   | 69,4                 | Выиграла в первом раунде у «Уингз» со счётом 2:1 Выиграла в полуфинале у «Скай» со счётом 3:2 Проиграла в финале «Эйсес» со счётом 1:3                       | Курт Миллер                               | [ 26 ]                                    |
| 2023            | Восточная       | 2-е             | 27                   | 13                   | 67,5                 | Выиграла в первом раунде у «Линкс» со счётом 2:1 Проиграла в полуфинале «Либерти» со счётом 1:3                                                              | Стефани Уайт                              | [ 27 ]                                    |
| 2024            | Восточная       | 2-е             | 28                   | 12                   | 70,0                 | Выиграла в первом раунде у «Фивер» со счётом 2:0 Проиграла в полуфинале «Линкс» со счётом 2:3                                                                | Стефани Уайт                              | [ 28 ]                                    |
| Регулярки       | Регулярки       | Регулярки       | 439                  | 309                  | 58,7                 | 2 титула победителя Восточной конференции | 2 титула победителя Восточной конференции | 2 титула победителя Восточной конференции |
| Плей-офф        | Плей-офф        | Плей-офф        | 43                   | 42                   | 50,6                 | 0 титулов победителя турнира женской НБА | 0 титулов победителя турнира женской НБА  | 0 титулов победителя турнира женской НБА  |

## Статистика игроков
| Сезоны | Лучшие игроки команды по пяти главным статистическим показателям | Лучшие игроки команды по пяти главным статистическим показателям | Лучшие игроки команды по пяти главным статистическим показателям | Лучшие игроки команды по пяти главным статистическим показателям | Лучшие игроки команды по пяти главным статистическим показателям | Ссылки |
| Сезоны | PPG                                                              | RPG                                                              | APG                                                              | SPG                                                              | BPG                                                              | Ссылки |
| ------ | ---------------------------------------------------------------- | ---------------------------------------------------------------- | ---------------------------------------------------------------- | ---------------------------------------------------------------- | ---------------------------------------------------------------- | ------ |
| 2003   | Никеша Сейлз (16,1)                                              | Тадж Макуильямс (6,7)                                            | Шеннон Джонсон (5,8)                                             | Никеша Сейлз (1,4)                                               | Тадж Макуильямс (1,0)                                            | [ 7 ]  |
| 2004   | Никеша Сейлз (15,2)                                              | Тадж Макуильямс (7,2)                                            | Линдсей Уэйлен (4,8)                                             | Никеша Сейлз (2,2)[a]                                            | Тадж Макуильямс (1,3)                                            | [ 8 ]  |
| 2005   | Никеша Сейлз (15,6)                                              | Тадж Макуильямс (7,3)                                            | Линдсей Уэйлен (5,1)                                             | Никеша Сейлз (1,8)                                               | Марго Дыдек (2,3)                                                | [ 9 ]  |
| 2006   | Кэти Дуглас (16,4)                                               | Тадж Макуильямс (9,6)                                            | Линдсей Уэйлен (4,6)                                             | Кэти Дуглас (1,9)                                                | Марго Дыдек (2,5)                                                | [ 10 ] |
| 2007   | Кэти Дуглас (17,0)                                               | Марго Дыдек (6,5)                                                | Линдсей Уэйлен (5,0)                                             | Линдсей Уэйлен (2,1)                                             | Марго Дыдек (2,1)                                                | [ 11 ] |
| 2008   | Эйша Джонс (17,0)                                                | Эйша Джонс (6,1)                                                 | Линдсей Уэйлен (5,4)                                             | Линдсей Уэйлен (1,5)                                             | Сандрин Груда (0,8)                                              | [ 12 ] |
| 2009   | Эйша Джонс (16,7)                                                | Сандрин Груда (6,3)                                              | Линдсей Уэйлен (4,6)                                             | Эрин Филлипс (1,3)                                               | Сандрин Груда (1,6)                                              | [ 13 ] |
| 2010   | Тина Чарльз (15,5)                                               | Тина Чарльз (11,7)                                               | Рене Монтгомери (4,1)                                            | Тан Уайт (1,6)                                                   | Тина Чарльз (1,7)                                                | [ 14 ] |
| 2011   | Тина Чарльз (17,6)                                               | Тина Чарльз (11,0)                                               | Рене Монтгомери (4,9)                                            | Рене Монтгомери (1,4)                                            | Тина Чарльз (1,8)                                                | [ 15 ] |
| 2012   | Тина Чарльз (18,0)                                               | Тина Чарльз (10,5)                                               | Кара Лоусон (4,0)                                                | Эллисон Хайтауэр (1,3)                                           | Тина Чарльз (1,4)                                                | [ 16 ] |
| 2013   | Тина Чарльз (18,0)                                               | Тина Чарльз (10,1)                                               | Кара Лоусон (4,2) Рене Монтгомери (3,1)[b]                       | Эллисон Хайтауэр (1,3)                                           | Тина Чарльз (1,0)                                                | [ 17 ] |
| 2014   | Чини Огвумике (15,5)                                             | Чини Огвумике (8,5)                                              | Алекс Бентли (3,7)                                               | Алекс Бентли (1,3)                                               | Чини Огвумике (1,2)                                              | [ 18 ] |
| 2015   | Келси Боун (15,0)                                                | Келси Боун (6,1)                                                 | Жасмин Томас (3,9)                                               | Алекс Бентли (2,0)                                               | Элизабет Уильямс (0,9)                                           | [ 19 ] |
| 2016   | Алекс Бентли (12,9)                                              | Чини Огвумике (6,7)                                              | Жасмин Томас (5,1)                                               | Алисса Томас (1,4)                                               | Джонквел Джонс (1,1)                                             | [ 20 ] |
| 2017   | Джонквел Джонс (15,4)                                            | Джонквел Джонс (11,9)                                            | Алисса Томас (4,5)                                               | Жасмин Томас (1,6)                                               | Джонквел Джонс (1,5)                                             | [ 21 ] |
| 2018   | Чини Огвумике (14,4)                                             | Алисса Томас (8,1)                                               | Жасмин Томас (4,8)                                               | Алекс Бентли (1,3)                                               | Джонквел Джонс (1,2)                                             | [ 22 ] |
| 2019   | Джонквел Джонс (14,6)                                            | Джонквел Джонс (9,7)                                             | Жасмин Томас (5,1)                                               | Алисса Томас (1,9)                                               | Джонквел Джонс (2,0)                                             | [ 23 ] |
| 2020   | Деванна Боннер (19,7)                                            | Алисса Томас (9,0)                                               | Алисса Томас (4,8)                                               | Алисса Томас (2,0)                                               | Брайонна Джонс (0,7)                                             | [ 24 ] |
| 2021   | Джонквел Джонс (19,4)                                            | Джонквел Джонс 11,2)                                             | Жасмин Томас (4,1)                                               | Брайонна Джонс (1,4)                                             | Джонквел Джонс (1,3)                                             | [ 25 ] |
| 2022   | Джонквел Джонс (14,6)                                            | Джонквел Джонс 8,6)                                              | Алисса Томас (6,1)                                               | Алисса Томас (1,7)                                               | Джонквел Джонс (1,2)                                             | [ 26 ] |
| 2023   | Деванна Боннер (17,4)                                            | Алисса Томас 9,9)                                                | Алисса Томас (7,9)                                               | Алисса Томас (1,8)                                               | Ребекка Аллен (1,3)                                              | [ 27 ] |
| 2024   | Деванна Боннер (15,0)                                            | Алисса Томас 8,4)                                                | Алисса Томас (7,9)                                               | Диджоней Каррингтон (1,6)                                        | Деванна Боннер (0,7)                                             | [ 28 ] |

- a  Жирным шрифтом выделен игрок, который выиграл в этом сезоне ту или иную номинацию.
- b  В этом сезоне Лоусон стала лучшей в команде по среднему показателю за игру (4,2), однако провела всего 9 игр из 34, поэтому её результат не учитывался при распределении мест в этой номинации, а первое место в команде заняла Рене Монтгомери, показатель которой составил всего 3,1 передачи в среднем за игру[17].

## Текущий состав
| \| Поз. \| № \| Гражд. \| Имя \| Дата рождения (возраст) \| Рост \| Вес \| Звание \| \| ---- \| -- \| ------ \| -------------------- \| -------------------------- \| ------ \| ----- \| ------ \| \| З \| 3 \| \| Марина Мабри \| 14 сентября 1996 (28 лет) \| 180 см \| 77 кг \| \| \| З \| 4 \| \| Джейси Шелдон \| 23 августа 2000 (24 года) \| 178 см \| 64 кг \| \| \| Ф \| 10 \| \| Оливия Нельсон-Одода \| 17 августа 2000 (24 года) \| 196 см \| 79 кг \| \| \| Ф/Ц \| 13 \| \| Рейя Маршалл \| 15 ноября 2003 (21 год) \| 193 см \| \| \| \| З \| 14 \| \| Бриа Хартли \| 30 сентября 1992 (32 года) \| 173 см \| 67 кг \| \| \| З \| 15 \| \| Линдсей Аллен \| 20 марта 1995 (30 лет) \| 173 см \| 66 кг \| \| \| Ф \| 17 \| \| Хейли Питерс \| 17 сентября 1992 (32 года) \| 191 см \| 81 кг \| \| \| Ф \| 21 \| \| Робин Паркс \| 19 июля 1992 (32 года) \| 185 см \| \| \| \| З \| 22 \| \| Санайя Риверс \| 4 марта 2003 (22 года) \| 185 см \| \| \| \| Ц \| 23 \| \| Кариата Диаби \| 29 июня 1995 (30 лет) \| 193 см \| \| \| \| Ф \| 24 \| \| Аниса Морроу \| 2 февраля 2003 (22 года) \| 185 см \| \| \| \| Ц \| 31 \| \| Тина Чарльз \| 5 декабря 1988 (36 лет) \| 193 см \| 87 кг \| \| \| Ф \| 47 \| \| Лейла Лакан \| 2 июня 2004 (21 год) \| 180 см \| \| \| | Главный тренер - Рашид Мезиан Ассистенты тренера - Паскаль Анжили - Роника Ходжес - Эшли Макги - Райан Ньютон Легенда - (К) — Капитан команды Последнее изменение: 17 мая 2025 года |                   |                      |                            |        |       |        |
| Поз. | № | Гражд.            | Имя                  | Дата рождения (возраст)    | Рост   | Вес   | Звание |
| З | 3 | Флаг США          | Марина Мабри         | 14 сентября 1996 (28 лет)  | 180 см | 77 кг |        |
| З | 4 | Флаг США          | Джейси Шелдон        | 23 августа 2000 (24 года)  | 178 см | 64 кг |        |
| Ф | 10 | Флаг США          | Оливия Нельсон-Одода | 17 августа 2000 (24 года)  | 196 см | 79 кг |        |
| Ф/Ц | 13 | Флаг США          | Рейя Маршалл         | 15 ноября 2003 (21 год)    | 193 см |       |        |
| З | 14 | Флаг США          | Бриа Хартли          | 30 сентября 1992 (32 года) | 173 см | 67 кг |        |
| З | 15 | Флаг США          | Линдсей Аллен        | 20 марта 1995 (30 лет)     | 173 см | 66 кг |        |
| Ф | 17 | Флаг США          | Хейли Питерс         | 17 сентября 1992 (32 года) | 191 см | 81 кг |        |
| Ф | 21 | Флаг США          | Робин Паркс          | 19 июля 1992 (32 года)     | 185 см |       |        |
| З | 22 | Флаг США          | Санайя Риверс        | 4 марта 2003 (22 года)     | 185 см |       |        |
| Ц | 23 | Флаг Кот-д’Ивуара | Кариата Диаби        | 29 июня 1995 (30 лет)      | 193 см |       |        |
| Ф | 24 | Флаг США          | Аниса Морроу         | 2 февраля 2003 (22 года)   | 185 см |       |        |
| Ц | 31 | Флаг США          | Тина Чарльз          | 5 декабря 1988 (36 лет)    | 193 см | 87 кг |        |
| Ф | 47 | Флаг Франции      | Лейла Лакан          | 2 июня 2004 (21 год)       | 180 см |       |        |

## Главные тренеры
| Тренер       | Сезоны    | Победы и поражения (процент) | Победы и поражения (процент) | Ссылки |
| Тренер       | Сезоны    | Регулярка                    | Плей-офф                     | Ссылки |
| ------------ | --------- | ---------------------------- | ---------------------------- | ------ |
| Майк Тибо    | 2003—2012 | 206-134 (60,6)               | 20-18 (52,6)                 | [ 29 ] |
| Энн Донован  | 2013—2015 | 38-64 (37,3)                 | 0-0 (0,0)                    | [ 30 ] |
| Курт Миллер  | 2016—2022 | 140-86 (61,9)                | 16-17 (48,5)                 | [ 31 ] |
| Стефани Уайт | 2023—2024 | 55-25 (68,9)                 | 7-7 (50,0)                   | [ 32 ] |
| Рашид Мезиан | 2025—н.в. | 0-0 (0,0)                    | 0-0 (0,0)                    |        |
| Всего        |           | 439-309 (58,7)               | 43-42 (50,6)                 |        |

## Генеральные менеджеры
- Крис Сиенко (2003—2015)
- Курт Миллер (2016—2022)
- Дариус Тейлор (2023—2024)
- Морган Так (2025—н.в.)

## Зал славы баскетбола
| Игрок        | Позиция   | Карьера в команде | Год включения | Ссылки |
| ------------ | --------- | ----------------- | ------------- | ------ |
| Ребекка Лобо | Центровая | (2003)            | 2017          | [ 33 ] |

## Зал славы женского баскетбола
| Игрок        | Позиция   | Карьера в команде | Год включения | Ссылки |
| ------------ | --------- | ----------------- | ------------- | ------ |
| Ребекка Лобо | Центровая | (2003)            | 2010          | [ 34 ] |

## Зал славы ФИБА
| Игрок       | Позиция   | Карьера в команде | Год включения | Ссылки |
| ----------- | --------- | ----------------- | ------------- | ------ |
| Марго Дыдек | Центровая | (2005—2007)       | 2019          | [ 35 ] |

## Индивидуальные и командные награды
| Награды                     | Игроки, тренеры и сезоны                                                                                         | Ссылки                  |
| --------------------------- | --- | ----------------------- |
| Чемпионка ЖНБА              | нет |                         |
| Финал ЖНБА                  | 4 (2004, 2005, 2019 и 2022)                                                                                      | [ 3 ] [ 4 ] [ 5 ] [ 6 ] |
| Плей-офф ЖНБА               | 16 (2003, 2004, 2005, 2006, 2007, 2008, 2011, 2012, 2017, 2018, 2019, 2020, 2021, 2022, 2023 и 2024)             |                         |
| MVP ЖНБА                    | Тина Чарльз (2012), Джонквел Джонс (2021)                                                                        | [ 36 ]                  |
| MVP финала ЖНБА             | нет | [ 37 ]                  |
| MVP ASG ЖНБА                | Кэти Дуглас (2006)                                                                                               | [ 38 ]                  |
| Лучший игрок обороны        | нет | [ 39 ]                  |
| Самый прогрессирующий игрок | Венди Палмер (2004), Келси Боун (2015), Джонквел Джонс (2017), Брайонна Джонс (2021), Диджоней Каррингтон (2024) | [ 40 ]                  |
| Спортивное поведение        | Тадж Макуильямс (2005), Кара Лоусон (2012)                                                                       | [ 41 ]                  |
| Лучший шестой игрок         | Рене Монтгомери (2012), Джонквел Джонс (2018), Брайонна Джонс (2022)                                             | [ 42 ]                  |
| Лидерские качества          | Тамика Реймонд (2009), Тина Чарльз (2012), Кара Лоусон (2013)                                                    | [ 43 ]                  |
| Лучший новичок              | Тина Чарльз (2010), Чини Огвумике (2014)                                                                         | [ 44 ]                  |
| Лучший тренер               | Майк Тибо (2006 и 2008), Курт Миллер (2017 и 2021), Стефани Уайт (2023)                                          | [ 45 ]                  |
| Лучший менеджер             | Курт Миллер (2017)                                                                                               | [ 46 ]                  |

## Закреплённые номера
| Закреплённые номера | Закреплённые номера | Закреплённые номера    | Закреплённые номера |
| Номер               | Игрок               | Позиция                | Годы                |
| ------------------- | ------------------- | ---------------------- | ------------------- |
| 12                  | Марго Дыдек         | Центровая              | (2005—2007)         |
| 13                  | Линдсей Уэйлен      | Разыгрывающий защитник | (2004—2009)         |
| 23                  | Кэти Дуглас         | Свингмен               | (2003—2007)         |
| 42                  | Никеша Сейлз        | Свингмен               | (2003—2007)         |

## Известные игроки
- Светлана Абросимова
- Алекс Бентли
- Дебби Блэк
- Деванна Боннер
- Келси Боун
- Джессика Бриланд
- Челси Грей
- Келси Гриффин
- Сандрин Груда
- Эрика де Соуза
- Брианн Дженьюари
- Джонквел Джонс
- Эйша Джонс
- Шеннон Джонсон
- Кэти Дуглас
- Марго Дыдек
- Анете Екабсоне-Жогота
- Эссенс Карсон
- Изиане Кастро Маркес
- Лейшиа Кларендон
- Бетнайджа Лейни
- Камилла Литтл
- Ребекка Лобо
- Кара Лоусон
- Тадж Макуильямс
- Рене Монтгомери
- Чини Огвумике
- Венди Палмер
- Лора Саммертон
- Никеша Сейлз
- Алисса Томас
- Жасмин Томас
- Кортни Уильямс
- Тамика Уитмор
- Демайя Уокер
- Линдсей Уэйлен
- Эрин Филлипс
- Эллисон Хайтауэр
- Эбони Хоффман
- Тина Чарльз

## Участники матчей всех звёзд

Логотип клуба в 2003—2020 годах

| Год  | Участники матчей всех звёзд                                          | Участники матчей всех звёзд                                          |
| Год  | Стартовый состав                                                     | Резервный состав                                                     |
| ---- | -------------------------------------------------------------------- | -------------------------------------------------------------------- |
| 2003 |                                                                      | Шеннон Джонсон и Никеша Сейлз                                        |
| 2004 | Тадж Макуильямс                                                      | Линдсей Уэйлен                                                       |
| 2005 |                                                                      | Никеша Сейлз и Тадж Макуильямс                                       |
| 2006 | Линдсей Уэйлен, Кэти Дуглас, Никеша Сейлз и Марго Дыдек              | Тадж Макуильямс                                                      |
| 2007 |                                                                      | Кэти Дуглас и Эйша Джонс                                             |
| 2008 | Игра не состоялась из-за проведения Олимпийских игр в Пекине         | Игра не состоялась из-за проведения Олимпийских игр в Пекине         |
| 2009 |                                                                      | Эйша Джонс                                                           |
| 2010 |                                                                      | Рене Монтгомери и Тина Чарльз                                        |
| 2011 | Тина Чарльз                                                          | Рене Монтгомери                                                      |
| 2012 | Игра не состоялась из-за проведения Олимпийских игр в Лондоне        | Игра не состоялась из-за проведения Олимпийских игр в Лондоне        |
| 2013 | Тина Чарльз                                                          | Эллисон Хайтауэр                                                     |
| 2014 |                                                                      | Кэти Дуглас и Чини Огвумике                                          |
| 2015 |                                                                      | Алекс Бентли и Келси Боун                                            |
| 2016 | Игра не состоялась из-за проведения Олимпийских игр в Рио-де-Жанейро | Игра не состоялась из-за проведения Олимпийских игр в Рио-де-Жанейро |
| 2017 | Жасмин Томас, Алисса Томас и Джонквел Джонс                          |                                                                      |
| 2018 |                                                                      | Чини Огвумике                                                        |
| 2019 | Джонквел Джонс                                                       | Алисса Томас                                                         |
| 2020 | Игра не состоялась из-за проведения Олимпийских игр в Токио          | Игра не состоялась из-за проведения Олимпийских игр в Токио          |
| 2021 | Деванна Боннер и Джонквел Джонс                                      | Брайонна Джонс                                                       |
| 2022 | Джонквел Джонс                                                       | Алисса Томас и Брайонна Джонс                                        |
| 2023 |                                                                      | Деванна Боннер и Алисса Томас                                        |
| 2024 | Деванна Боннер                                                       | Алисса Томас и Брайонна Джонс                                        |